# Daniel Casper von Lohenstein
Daniel Casper von Lohenstein (Nimptsch, 1635. január 25. – Boroszló, 1683. április 28.) német jogász, diplomata és költő.
A Casper illetve Caspar család (latin: Caspari) Brieg hercegségből származott és csak a költő és diplomata Casper von Lohenstein tevékenységének köszönhetően vált ismertté. Daniel Casper apja a császári vámőr Johann (Hans) Casper (1600 körül – 1670), városi tanácsos és intéző Nimptschben, anyja Susanna Schädel von Greiffenstein (1612–1652). Apja 1642-ben címeres nemesi levelet kapott 1670. július 17-én örökös nemesi névkiegészítést „von Lohenstein“ is kapott hozzá. Daniel Casper 1635-ben született a nemesi kúrián Nimptschben, a szülők a harmincéves háborúban ide húzódtak vissza, és 1683-ban hunyt el szélütésben, Boroszlóban. 1657. október 30-án házasodott meg Boroszlóban, felesége Elisabeth Herrmann, Caspar Herrmann, a boroszlói városi tanács tiszttartójának lánya volt.

## Korai évei
Eleinte a nimptschi elemi iskola vezetője adott neki magánórákat, majd apja Boroszlóba küldte tanulni, itt Casper 1642-től 1651-ig az ún. Magdaléna-iskolába (Magdalenen-Schule) járt, amely 1643-ban gimnázium lett. Az oktatás középpontjában a filozófiai retorikai képzés állt. Már tizenegy éves korában folytatott retorikai vitákat ókori példákat követve arról, hogy egy nemesnek milyen képzésben kell részesülnie. 15 éves korában írta első drámáját „Ibrahim“ címmel, amelyet be is mutattak.
A gimnázium elvégzése után el kellett hagynia Boroszlót, mert ekkor ott még nem volt egyetem. A lipcsei egyetemen Benedikt Carpzovnál (1595–1666), a német büntetőjogi tudomány megalapítójánál tanult, a tübingeni egyetemen pedig Wolfgang Adam Lauterbachnál (1618–1678), akinél 1655. június 6-án benyújtotta diszputációját („Disputatio Juridica De Voluntate“).
Az egyetem befejezése után akkori szokás szerint utazott és művelődött, hercegi és fejedelmi udvarokat látogatott Németországban és Svájcban, eljutott Leidenba, Utrechtbe és Bécsbe. A pestis miatt viszontItáliába nem, ehelyett néhány évig Magyarországon tartózkodott.
Egzotikus tárgyú, bombasztikus tragédiái: Ibrahim Bassa (1665); Cleopatra (1661); Agrippina (1665); Epichorus (1665); Ibrahim Sultan (1673); Sophonisbe (1680); virágos versei (Blumen 1680) s két hatalmas kötetre terjedő történelmi regénye Grossmüthiger Feldherr Arminius oder Hermann (1689-90) vaskosra duzzadt kultúrtörténeti háttere és tudálékossága miatt ma csak az irodalomtörténetet érdeklik.
Apja hazahívta, a hazautat hajón tette meg és viharba került, éppen csak megúszta a katasztrófát. A 13 másik hajó elsüllyedt, amit saját szemével megfigyelt és élete végéig nem tudta elfelejteni. Boroszlóban ügyvéd lett, itt házasodott meg 22 évesen, 1657-ben.

## Kormányzati tanácsos Oelsben
1665-ben jelent meg Aggrippina című drámája, amelyet Luise von Liegnitz-Brieg-Wohlau hercegnőnek (született Anhalt-Dessau hercegnőjeként) ajánlott, akinek kormányzó anyja, Elisabeth Marie 1668-ban kormányzati tanácsosnak nevezte ki Oelsbe. Casper mint tanult tudós férfi Luise hercegnő tanácsosa volt és segédkezett a liegnitzi Johannis-templom uralkodói sírhely művészi kialakításában. Christian herceg szerette volna megnyerni titkos tanácsosnak udvarába, de Casper 1670-ben visszatért Boroszlóba.
Már diákként is sok ismerőse volt a boroszlói városi köztársaság jómódú családjainál. Ezúttal a tanács elnöke Christian Hoffmann von Hoffmannswaldau (1616–1679) szólt egy jó szót érdekében, akit Casper mint költőt és embert is nagyon tisztelt, amint ez az 1679-ben elhalálozott von Hoffmannswaldau halotti beszédében nyilvánvalóvá vált. Peter Muck von Muckendorff főjogtanácsos 1670-ben leköszönt, hogy a Lauenburgi hercegség elnöke lehessen, a helyettes jogtanácsos pedig Andreas von Assig pedig főjogtanácsos lett. Ilyen módon Daniel Casper helyettes jogtanácsos került Assig helyre.

## Boroszlói jogtanácsos és diplomata
Ennek köszönhetően az egyik legfontosabb és jól megfizetett állásra tett szert. Családjának örökös nemesi rangra emelése néhány héttel később valószínűleg neki szólt, és nem apjának. 1675-ben Assig betegsége miatt feladta hivatalát, helyette Von Lohenstein lett a főjogtanácsos, aki ettől kezdve haláláig, nyolc évig volt ebben a tisztségben.
A harmincéves háború utáni Sziléziában erős ellenreformációs törekvések voltak. Amikor egy császári rendelet minden evangélikus tanár kirúgását követelte, Boroszló elfoglalásának veszélye császári csapatok által olyan nagy volt, hogy a boroszlói tanács Von Lohensteint küldte Bécsbe tárgyalni. A tanult és tájékozott úr diplomáciai tehetségét bizonyítja, hogy sikerült Leopold császárt meggyőznie és szándékát megmásítani.
Daniel Casper von Lohenstein tulajdonában számos birtok volt. 1673-ban megvásárolta Kittelau Luise von Brieg hercegnőtől és még ugyanabban az évben megörökölte Reisau- és Roschkowitz-birtokokat Tobias von Kleindienstől. Mint elismert költő, nemesi rangra emelet főjogtanácsos és nagybirtokos 1670-ben élete csúcspontján állt. 1675-ben kinevezték császári tanácsossá, a Habsburgok álláspontja mindig is közelebb állt hozzá.
Meglepő, hogy diplomáciai és jogi tevékenysége mellett mekkora művet hagyott az utókorra. Korában mint a francia klasszicizmus színdarabjaitól befolyásolt író volt ismert, emellett számos költemény szerzője és fordító is volt. Andreas Gryphius mellett az egyik legjelentősebb és legtermékenyebb barokk német dramatikus.
Az 1689/90-ben megjelent „Großmütiger Feldherr Arminius“ (A nagylelkű Arminiusz hadvezér), a barokk regény egy kiemelkedő 3100 oldalas alkotása. Ez egyrészt a Német Birodalom helyzetéről szól a harmincéves háború után az abszolutista Franciaország által veszélyeztetett Németország idején másrészt kísérletet tesz kora tudásának enciklopédikus feldolgozására
Költeményei részben külön-külön nyomtatásban, részben antológiák részeként jelentek meg (Blumen, 1680)
Daniel Casper von Lohenstein stílusát már a 18. században is dagályosnak titulálták, ez azonban az európai barokk írásbeliség egyik jellegzetes eleme volt.
„Der Normen- und Geschmackswandel, der einherging mit der konkreten Ausgestaltung des absolutistischen Systems seit dem ausgehenden 17. Jahrhundert und den damit verbundenen gesellschaftlichen Umstrukturierungen, hat die Grundlagen für das unmittelbare Verständnis dieser Werke zerstört: Waren Lohensteins Werke für die Zeitgenossen und noch die beiden folgenden Generationen die unvergleichlichen Hervorbringungen eines in einem Atemzug mit den größten Namen der abendländischen Dichterfürsten zu nennenden Dichterfürsten, so gelten sie für die nächsten zwei Jahrhunderte als Inbegriff der Anti-Dichtung. Erst eine literaturgeschichtliche Betrachtung, die sich aus den Fesseln einer von Klassik und Romantik bestimmten, sich selbst aber als überzeitlich verstehenden Literaturästhetik befreit hat, vermochte wieder einen Zugang zu dieser Literatur zu eröffnen.“
A norma- és ízlésváltás, amely a 17. században az abszolutista rendszer konkrét kialakításával együtt járt és az ahhoz kapcsolódó társadalmi változások elvonták/megszüntették a barokk regények közvetlen megértésének alapjait: míg Lohenstein művei a korabeli olvasók és az azokat követő két generáció számára a nyugati civilizáció legnagyobb írói és költői társaságában került említésre, addig az azután következő kétszáz évben az anti-irodalom jelképévé vált. Csak egy irodalomtörténeti vizsgálódás megszabadult a romantika és klasszicizmus bilincsétől – holott magát időn kívül/felett álló irodalomesztétika vált lehetővé az ilyen fajta irodalom újraértékelése.

## Művei
- Ibrahim , 1649/50 (csak halála után, 1685-ben került nyomtatásba)
- Cypress-Tafel , vers, 1652
- Denk- und Dankaltar , 1652
- Ibrahim , Trauerspiel, 1653
- Rechtsstreit der Schönheit und Freundlichkeit , 1657
- Trauer- und Trostgedanken , 1658
- Schuldiges Ehren-Gedächtnis , 1660
- Cleopatra , dráma, 1661
- Redender Totenkopf , 1662
- Erlangte Ewigkeit , 1664
- Agrippina , szomorújáték, 1665
- Epicharis , szomorújáték, 1665
- Ibrahim Sultan , színjáték, 1673
- Blumen , versek, 1680
- Geistliche Gedanken , versek, 1680
- Trauer- und Lustgedichte , 1680
- Sophonisbe , dráma, 1680
- Großmütiger Feldherr Arminius , regény, 1689–90